# Prunus verrucosa
Prunus verrucosa är en rosväxtart som beskrevs av Adrien René Franchet. Prunus verrucosa ingår i släktet prunusar, och familjen rosväxter. Inga underarter finns listade i Catalogue of Life.